# La France insoumise
La France insoumise, forkortet FI (dansk: Det ukuelige Frankrig, Det rebelske Frankrig eller Det oprørske Frankrig) er et fransk venstreorienteret parti, der blev stiftet af Jean-Luc Mélenchon den 10. februar 2016.
Ved det franske præsidentvalgs første runde den 23. april 2017 fik Jean-Luc Mélenchon 19,58 procent af stemmerne. Han blev dermed nummer fire i første valgrunde, og gik ikke videre til valgets anden runde den 7. maj 2017. 